# Pałac w Rudniku
Pałac w Rudniku – zabytkowy pałac wybudowany na przełomie XVIII i XIX w. w miejscowości Rudnik (powiat raciborski).
Piętrowy, neobarokowy pałac zbudowany na planie prostokąta, kryty dachem naczółkowym. Od frontu dwupiętrowy ryzalit, zwieńczony trójkątnym frontonem, zawierający kartusz z herbem rodziny von Selchow. 
Obok obiektu park, oficyna, a także budynki folwarczne: gorzelnia i obora z XIX w.

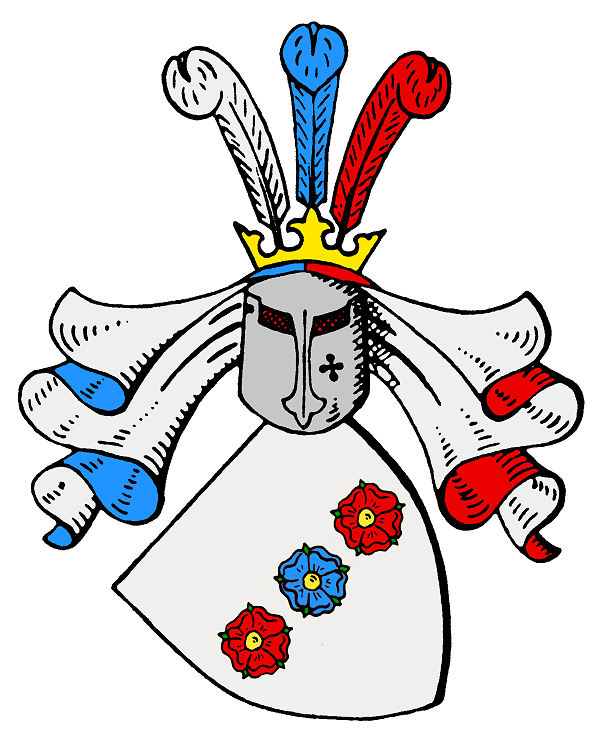
Herb von Selchow
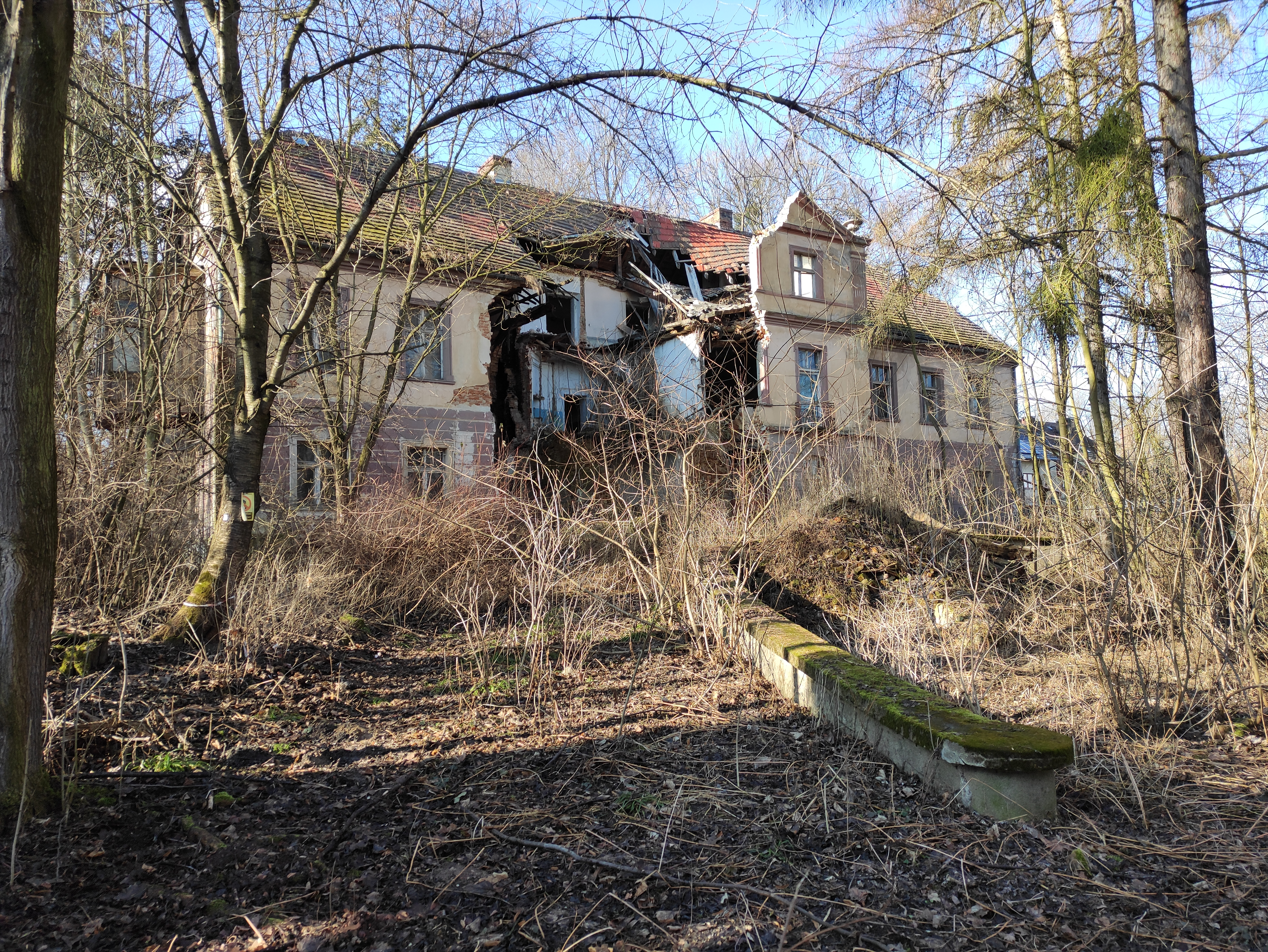
Pałac po zawaleniu się ściany
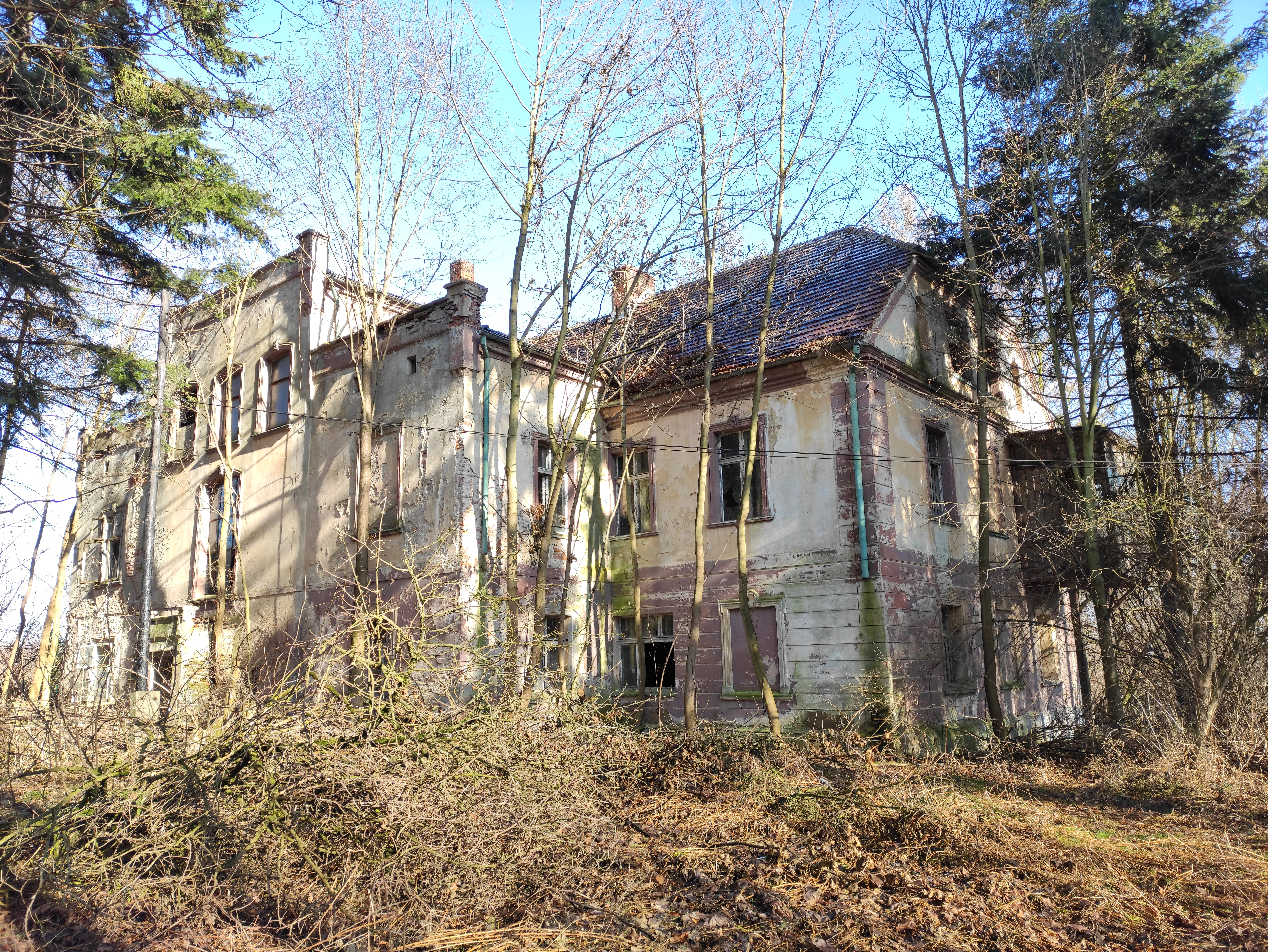